# Pedro Dellacha
Pedro Dellacha est un footballeur argentin né le 9 juillet 1926 à Lanús et mort le 31 juillet 2010. Il évoluait au poste de milieu de terrain. 
Pedro Dellacha participe à la Coupe du monde 1958 avec l'équipe d'Argentine. Il se reconvertit ensuite en entraîneur, remportant deux Copa Libertadores avec le CA Independiente.

## Biographie
Durant sa carrière, Dellacha a joué à Quilmes (1947-1951), au Racing Club (1952-1958), avec lequel il a remporté le championnat d'Argentine en 1958, et à Necaxa (1959-1965), où il a gagné la Coupe du Mexique en 1960.
Dellacha a joué 35 fois avec la sélection argentine entre 1953 et 1958, remportant deux sacres continentaux (1955 et 1957) et disputant la Coupe du monde de 1958 en Suède en tant que capitaine.
Comme entraîneur, Dellacha avait notamment mené le CA Independiente à remporter deux fois la Copa Libertadores(1972 et 1975) et à un succès en Coupe Intercontinentale en 1973.

Il a également remporté le championnat argentin en 1971 avec Independiente, le championnat uruguayen avec le Nacional (1977), le championnat colombien avec Millionarios (1978) et le championnat péruvien avec l'Alianza Lima en 1992, un an avant de prendre sa retraite.

## Carrière
- 1947-1951 : Quilmes AC ( Argentine)
- 1952-1959 : Racing Club ( Argentine)
- 1959-1962 : Club Necaxa ( Mexique)[1]

## Palmarès

### Joueur
- Vainqueur de la Copa América 1955 et de la Copa América 1957 avec l'équipe d'Argentine
- Champion d'Argentine en 1958 avec le Racing Club
- Vainqueur de la Coupe du Mexique en 1960 avec le Club Necaxa

### Entraîneur
- Champion d'Argentine en 1971 avec le CA Independiente
- Vainqueur de la Copa Libertadores en 1972 et 1975 avec le CA Independiente
- Champion d'Uruguay en 1977 avec le Club Nacional de Football
- Champion de Colombie en 1978 avec Millonarios
- Champion du Pérou en 1992 avec l'Alianza Lima